# Governo Boric
Il Governo Boric è l'attuale governo del Cile in carica dall'11 marzo 2022, nato a seguito della vittoria di Gabriel Boric alle elezioni presidenziali del 2021.

## Rimpasti politici

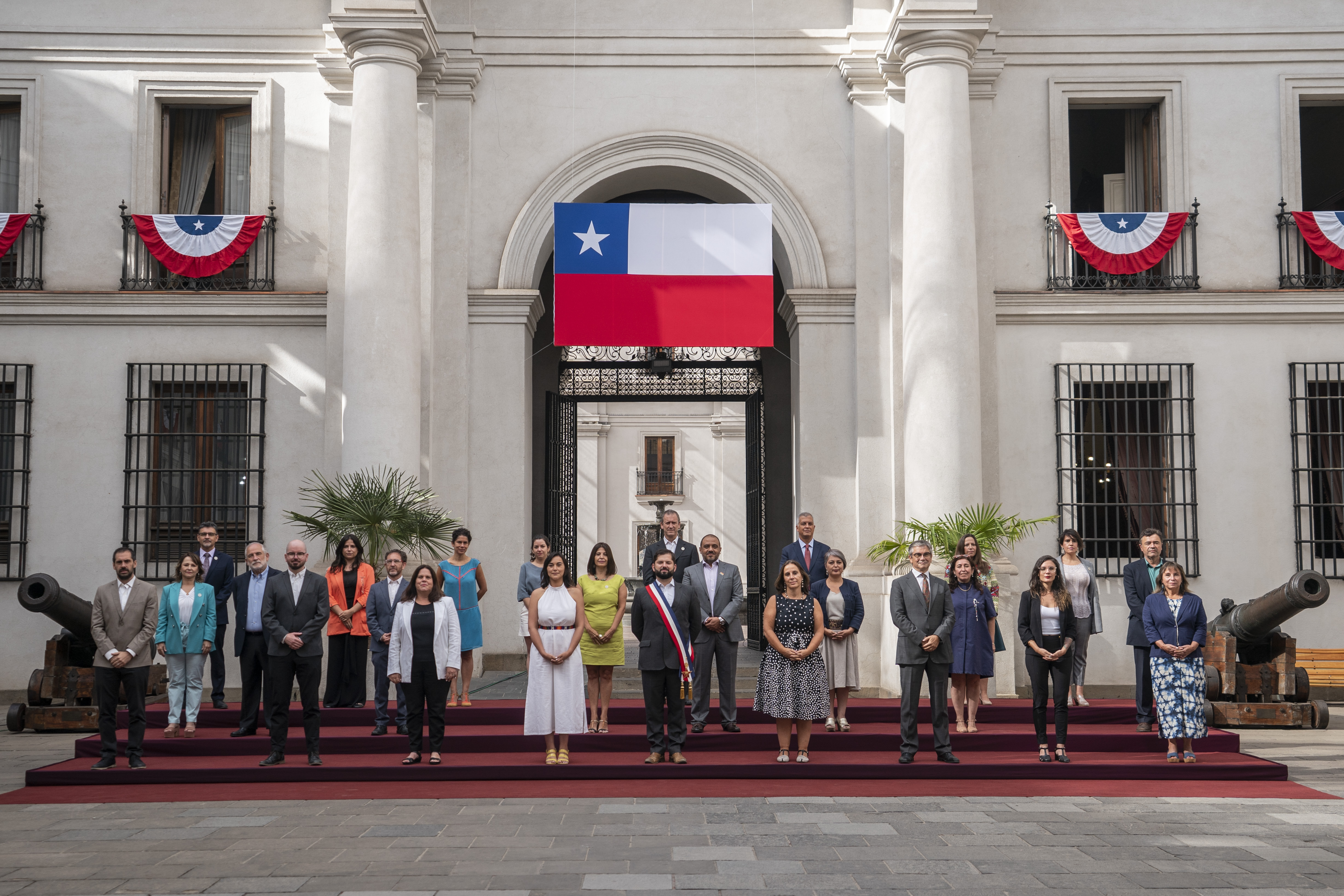
Foto del governo al momento dell’insediamento, 11 marzo 2022

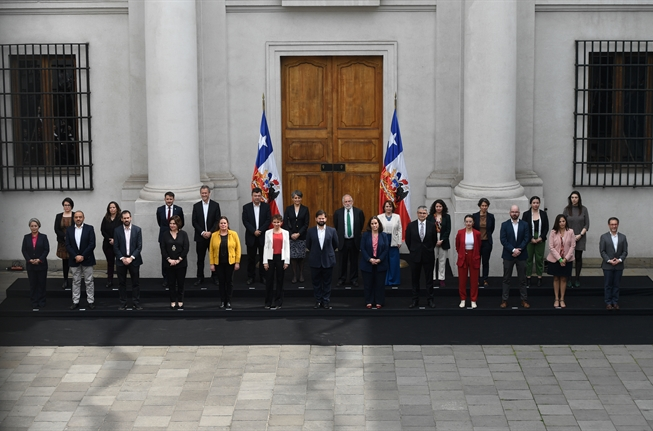
Foto del governo al momento del primo rimpasto, 6 settembre 2022

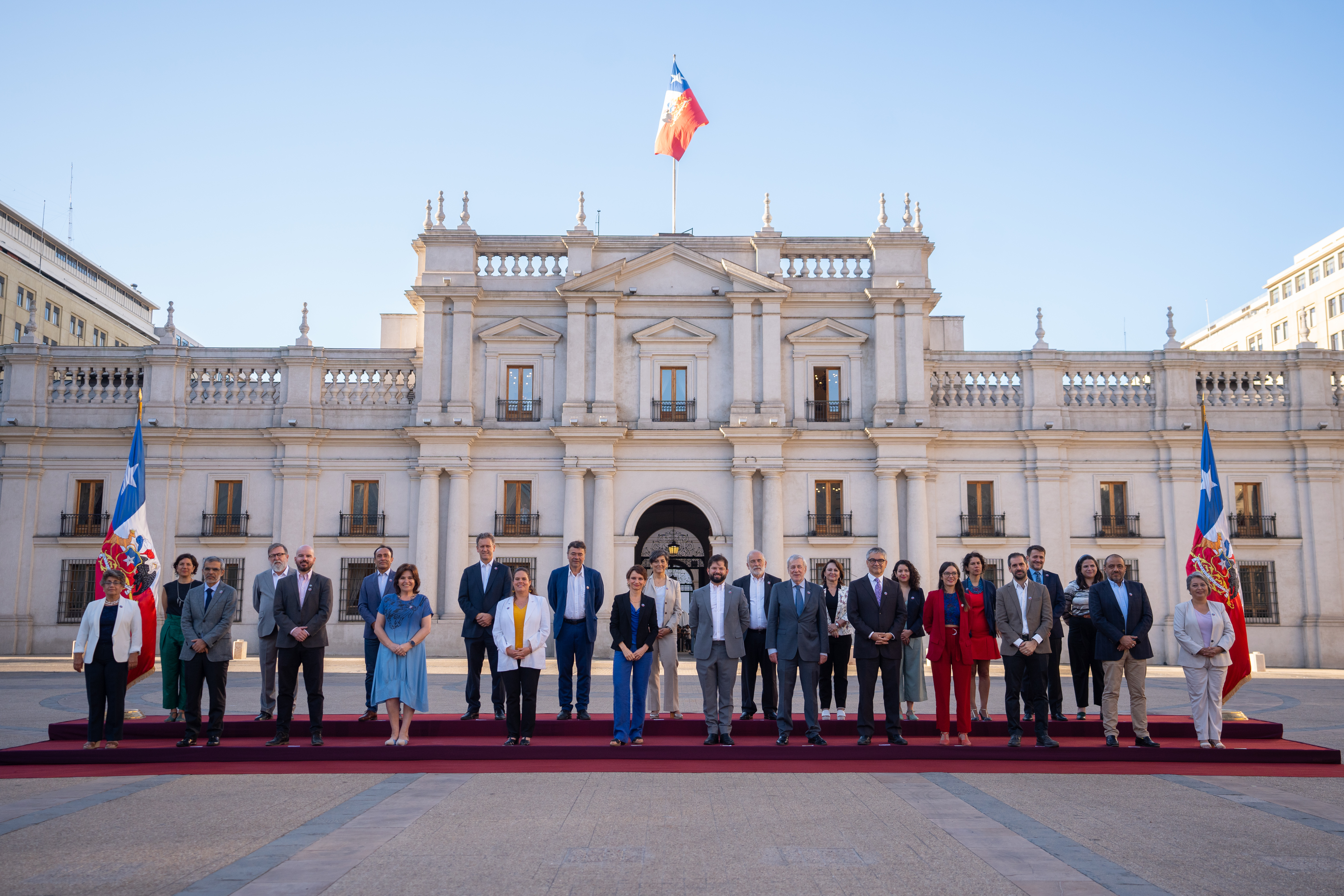
Foto del governo al momento del secondo rimpasto, 11 marzo 2023

### Primo rimpasto (6 settembre 2022)
Rimasto invariato per circa 5 mesi, il 6 settembre 2022, su volere del Presidente Boric, l’esecutivo ha subito un rimpasto in cinque posizioni ministeriali di rilievo (“Interno e sicurezza pubblica”, “Segreteria Generale della Presidenza”, “Sviluppo e Famiglia”, “Energia” e “Scienza, Tecnologia, Conoscenza e Innovazione”) affinché il Governo, in seguito al fallimento del plebiscito del 2022 sulla nuova Costituzione, assumesse posizioni più moderate al fine di poter dialogare con l’opposizione in merito a come procedere per adempiere alla volontà popolare, espressa chiaramente nel plebiscito del 2020, di riformare o abrogare la Costituzione cilena in vigore, creata ai tempi della dittatura di Augusto Pinochet.

### Secondo rimpasto (10 marzo 2023)
Nonostante un periodo di unione programmatica e nella strategia dell’esecutivo dopo il primo rimpasto, dovuta a una migliore struttura organizzativo-strategica in comitati delle due coalizioni sostenitrici del governo (Apruebo Dignidad e Socialismo Democrático), nel gennaio 2023, nell’ambito di negoziati per la formazione di un’unica grande coalizione per le successive elezioni costituenti, dei dissidi sono sorti, minando la stabilità dell’esecutivo. 
Nonostante il tentativo di mediazione di Boric, i partiti si sono presto divisi più di prima e uno di questi, il Partito per la Democrazia, ha iniziato da metà febbraio a fare pressioni sul Presidente, per quanto poi abbandonare tale politica.
In questo contesto già teso, l'8 marzo 2023, la Camera dei Deputati respinge l'adozione in prima lettura della riforma fiscale del governo, con 73 voti a favore, 71 contrari e 3 astensioni.
Ciò è stato, dunque, una grossa botta d’arresto per il governo, vista l’importanza che la proposta aveva nell’agenda legislativa e nel finanziamento delle politiche esecutive, promesse in campagna elettorale.
Per tutti questi motivi, al fine di stabilizzare la situazione, il Presidente ha provveduto ad attuare un rimpasto politico.

## Composizione
Convergencia Social (CS)
     Partito Comunista del Cile (PCCh)
     Partito Socialista del Cile (PS)
     Rivoluzione Democratica (RD)
     Partito per la Democrazia (PPD)
     Partito Radicale del Cile (PR)
     Partito Liberale del Cile (PL)
     Comunes (COM)
     Federazione Regionalista Verde Sociale (FREVS)
     Indipendenti di Sinistra
     Indipendenti
| Carica                                        | Titolare | Titolare | Titolare                                                               | Partito                  |
| --------------------------------------------- | -------- | -------- | ---------------------------------------------------------------------- | ------------------------ |
| Presidente                                    |          |          | Gabriel Boric                                                          | CS                       |
| Interno e Sicurezza Pubblica                  |          |          | Izkia Siches Pastén (fino al 6 settembre 2022)                         | Indipendente             |
| Interno e Sicurezza Pubblica                  |          |          | Carolina Tohá Morales (dal 6 settembre 2022)                           | PPD                      |
| Relazioni estere                              |          |          | Antonia Urrejola Noguera (fino al 10 marzo 2023)                       | Indipendente             |
| Relazioni estere                              |          |          | Alberto Leo van Klaveren Stork (dal 10 marzo 2023)                     | PPD                      |
| Difesa Nazionale                              |          |          | Maya Alejandra Fernández Allende                                       | PS                       |
| Finanze                                       |          |          | Mario Marcel Cullell                                                   | Indipendente             |
| Segreteria Generale della Presidenza          |          |          | Kenneth Giorgio Jackson Drago (fino al 6 settembre 2022)               | RD                       |
| Segreteria Generale della Presidenza          |          |          | Ana Lya Uriarte (dal 6 settembre 2022 al 19 aprile 2023)               | PS                       |
| Segreteria Generale della Presidenza          |          |          | Álvaro Elizalde Soto (dal 19 aprile 2023)                              | PS                       |
| Segreteria Generale del Governo               |          |          | Camila Antonia Amaranta Vallejo Dowling                                | PCCh                     |
| Economia, Crescita e Turismo                  |          |          | Nicolás Andrés Grau Veloso                                             | CS                       |
| Sviluppo Sociale e Famiglia                   |          |          | Jeannette del Rosario Vega Morales (fino al 6 settembre 2022)          | PPD                      |
| Sviluppo Sociale e Famiglia                   |          |          | Kenneth Giorgio Jackson Drago (dal 6 settembre 2022 al 16 agosto 2023) | RD                       |
| Sviluppo Sociale e Famiglia                   |          |          | Javiera Alejandra Toro Cáceres (dal 16 agosto 2023)                    | Comuni                   |
| Istruzione                                    |          |          | Marco Antonio Ávila Lavanal (fino al 16 agosto 2023)                   | RD                       |
| Istruzione                                    |          |          | Nicolás Cataldo Astorga (dal 16 agosto 2023)                           | PCCh                     |
| Giustizia e Diritti Umani                     |          |          | Marcela Alejandra Ríos Tobar (fino al 7 gennaio 2023)                  | CS                       |
| Giustizia e Diritti Umani                     |          |          | Luis Cordero Vega (dal 7 gennaio 2023)                                 | Indipendente             |
| Lavoro e Previdenza Sociale                   |          |          | Jeannette Alejandra Jara Román                                         | PCCh                     |
| Opere Pubbliche                               |          |          | Juan Carlos García Pérez de Arce (fino al 10 marzo 2023)               | PL                       |
| Opere Pubbliche                               |          |          | Jessica Teresa López Saffie (dal 10 marzo 2023)                        | Indipendente             |
| Salute                                        |          |          | María Begoña Yarza Sáez (fino al 6 settembre 2022)                     | Indipendente             |
| Salute                                        |          |          | Ximena Aguilera (dal 6 settembre 2022)                                 | Indipendente             |
| Edilizia e Urbanistica                        |          |          | Carlos Eduardo Montes Cisternas                                        | PS                       |
| Agricoltura                                   |          |          | Esteban Manuel Valenzuela Van Treek                                    | FREVS                    |
| Miniere                                       |          |          | Marcela Ximena Hernando Pérez (fino al 16 agosto 2023)                 | PR                       |
| Miniere                                       |          |          | Aurora Williams Baussa (dal 16 agosto 2023)                            | PR                       |
| Trasporti e Telecomunicazioni                 |          |          | Juan Carlos Muñoz Abogabir                                             | Indipendente             |
| Beni Nazionali                                |          |          | Javiera Alejandra Toro Cáceres (fino al 16 agosto 2023)                | Comuni                   |
| Beni Nazionali                                |          |          | Marcela Sandoval Osorio (dal 16 agosto 2023)                           | RD                       |
| Energia                                       |          |          | Claudio Alberto Huepe Minoletti (fino al 6 settembre 2022)             | CS                       |
| Energia                                       |          |          | Diego Gonzalo Pardow Lorenzo (dal 6 settembre 2022)                    | CS                       |
| Ambiente                                      |          |          | María Heloísa Juana Rojas Corradi                                      | Indipendente             |
| Sport                                         |          |          | Alexandra Benado Vergara (fino al 10 marzo 2023)                       | Indipendente             |
| Sport                                         |          |          | Jaime Pizarro (dal 10 marzo 2023)                                      | Indipendente             |
| Donne e Eguaglianza di Genere                 |          |          | Antonia Cósmica Orellana Guarello                                      | CS                       |
| Culture, Arti e Patrimonio                    |          |          | Julieta Brodsky Hernández (fino al 10 marzo 2023)                      | CS                       |
| Culture, Arti e Patrimonio                    |          |          | Jaime de Aguirre (dal 10 marzo 2023 al 16 agosto 2023)                 | Indipendente di sinistra |
| Culture, Arti e Patrimonio                    |          |          | Carolina Arredondo Marzán (dal 16 agosto 2023)                         | Indipendente             |
| Scienza, Tecnologia, Conoscenza e Innovazione |          |          | Flavio Andrés Salazar Onfray (fino al 6 settembre 2022)                | PCCh                     |
| Scienza, Tecnologia, Conoscenza e Innovazione |          |          | Silvia Díaz Acosta (dal 6 settembre 2022 al 10 marzo 2023)             | PPD                      |
| Scienza, Tecnologia, Conoscenza e Innovazione |          |          | Aisén Etcheverry (dal 10 marzo 2023)                                   | Indipendente             |